# Nógrádsipek
Nógrádsipek é um município da Hungria, situado no condado de Nógrád. Tem 20,13 km² de área e sua população em 2015 foi estimada em 700 habitantes.